# Морозова, Анастасия Ивановна
Анастасия Ивановна Морозова (11 января (29 декабря) 1906, Сулин, Ростовская область — 9 февраля 1984, Запорожье) — советская актриса, народная артистка УССР (1954).

## Биография
Училась в Институте театрального искусства в Москве. В период с 1924 по 1933 лет работала в Рабоче-колхозном театре на Донбассе.
В 1933 году поступила на службу в Московский драматический театр им. Третьего решающего года пятилетки.
С 1936 — актриса Житомирского украинского музыкально-драматического театра им. М. Щорса. В 1944 году этот театр переехал в Запорожье, куда переехала и Анастасия Ивановна.
Была ведущей актрисой Запорожского академического областного украинского музыкально-драматического театра имени Владимира Магара.
В 1943 года была удостоена почетного звания Заслуженной артистки УССР.
В 1954 году получила звание Народной артистки УССР.
24 ноября 1960 года награждена орденом Ленина.
Ушла из жизни 9 февраля 1984 года в Запорожье.

## Роли
- Анна («Украденное счастье» Франко)
- Маруся («Маруся Богуславка» Старицкого)
- Варка («Бесталанная» Карпенко-Карого)
- Оксана, Ага Щука, Варвара («Гибель эскадры», «Калиновая роща», «Богдан Хмельницкий» А. Корнейчука)
- Васса («Васса Железнова» М. Горького)
- Лауренсия («Овечий источник» Лопе де Вега)
- Нина («Щорс» Ю. Дольда-Михайлика)
- Аза («Цыганка Аза» М. Старицкого)
- Фекла («Пока солнце взойдет, роса глаза выест» М. Кропивницкого)
- Наталка («Наталка Полтавка» И. Котляревского)
- Золовка («Майская ночь» по Н. Гоголем)
- Стеха («Назар Стодоля» Т. Шевченко)
- Ви Толбот («Орфей спускается в ад» Т. Вильямса)
- Джемма («Овод» (Овод) по роману Е. Войнич)
- Розалия («Поцелуй Чаниты» по Ю. Милютиным)
- Кручинина («Без вины виноватые» А. Островского)
- Госпожа Стессель («Порт-Артур» В. Степанова и И. Попова)
- Устья («Маруся Чурай» И. Микитенко)
- Софья Ивановна («Рідна мати моя…» Ю. Мокриева)
- Дианна («Не называя фамилий» В. Минка)
- Васа («Васса Железнова» Максима Горького)
- Варвара («Богдан Хмельницкий» А. Корнейчука)